# Vira (kaartspel)

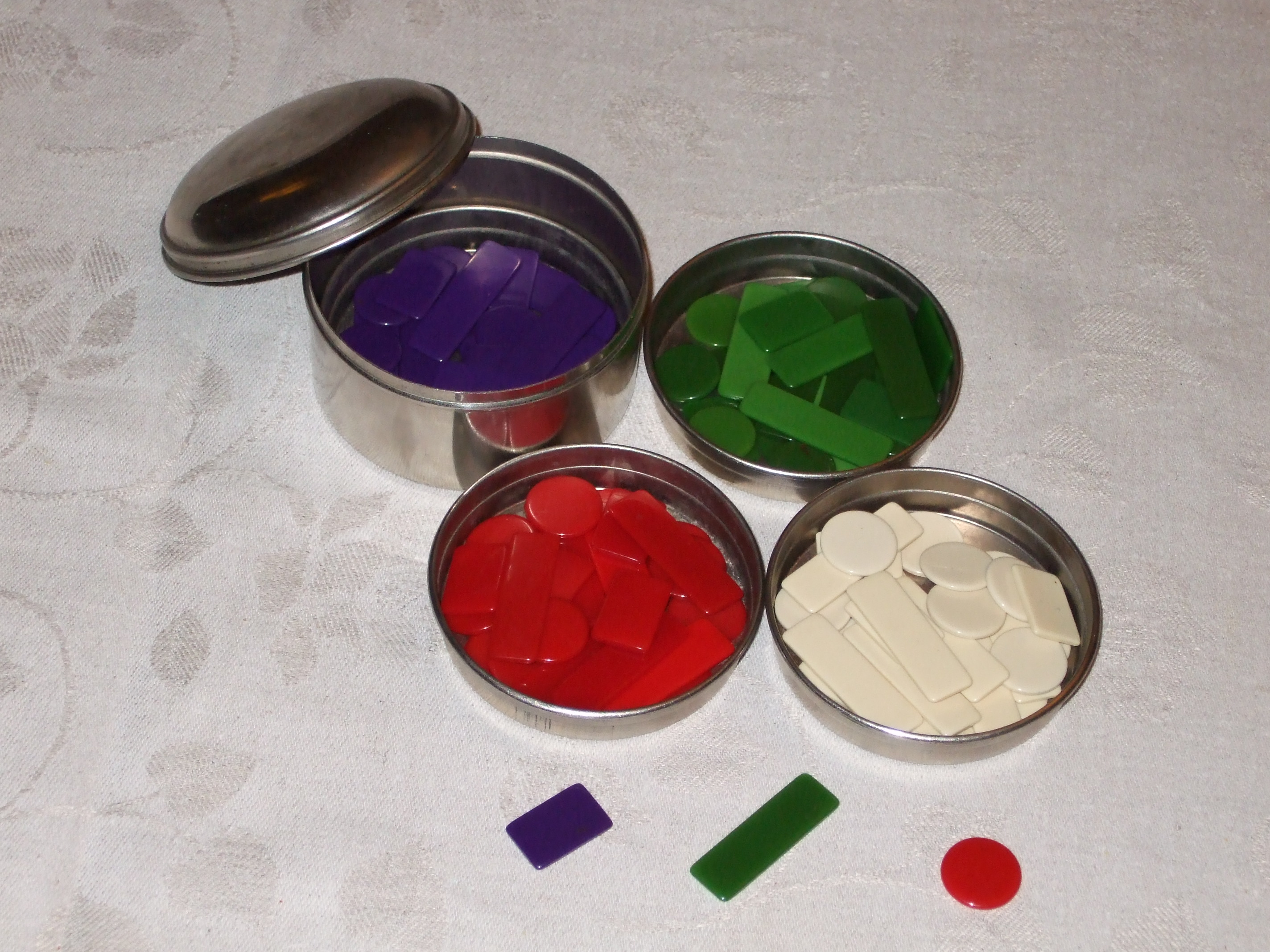
Chips die worden gebruikt bij Vira.

Vira is een klassiek Zweeds kaartspel dat vaak wordt gezien als het nationale kaartspel van Zweden. Het is enigszins verwant aan het in België gespeelde wiezen, maar wordt slechts gespeeld met drie personen. Evenals met kaartspelen als wiezen en bridge wordt het spel voorafgegaan door een biedronde. Er zijn in totaal 40 mogelijke spellen te spelen.